# Democratas Cristãos Lituanos
| Performance nas eleições legislativas | Performance nas eleições legislativas |
| Anos                                  | Cadeiras na Seimas                    |
| ------------------------------------- | ------------------------------------- |
| 1922-1923                             | 38 cadeiras (de 78)                   |
| 1923-1926                             | 40 cadeiras (de 78)                   |
| 1926-1927                             | 30 cadeiras (de 85)                   |
| 1990-1992                             | 2 cadeiras (de 141)                   |
| 1992-1996                             | 10 cadeiras (de 141)                  |
| 1996-2000                             | 16 cadeiras (de 141)                  |
| 2000-2004                             | 2 cadeiras (de 141)                   |
| 2004-2008                             | No cadeiras (de 141)                  |

Os Democratas Cristãos Lituanos (em lituano: Lietuvos krikščionys demokratai ou krikdemai) ou LKD foi um partido político democrático cristão na Lituânia. Originalmente estabelecido em 1905, estava associado a Igreja Católica. Apesar de dominar a política lituana no começo dos anos 1920, se tornou inativo com o golpe de estado na Lituânia em 1926, e só foi restabelecido em 1989.
O partido se uniu ao União da Pátria em 17 de maio de 2008. Seu nome mudou para União da Pátria - Democratas Cristãos Lituanos como consequência.